# 1938 en sport

Cet article présente les faits marquants de l'année 1938 en sport.

## Automobile
- George Baker Schut remporte le Rallye automobile Monte-Carlo sur une Ford.
- 24 Heures du Mans : Delahaye gagne les 24H avec les pilotes Eugène Chaboud et Jean Trémoulet.
- Le pilote allemand Rudolf Caracciola est champion d'Europe des pilotes en "Formule 750 kg".

## Baseball
- Les New York Yankees remportent les World Series face aux Chicago Cubs.

## Boxe
- Le boxeur américain Joe Louis conserve son titre de champion du monde des poids lourds de boxe en battant :
  - le 23 février, Nathan Mann par K.O. au 3e round à New York.
  - le 1er avril, Harry Thomas par K.O. au 5e round à Chicago.
  - le 22 juin, Max Schmeling par K.O. au 1er round à New York.

## Basket-ball
- SC Paris Ouest champion de France.

## Cyclisme
- Le Belge Lucien Storme s’impose sur le Paris-Roubaix.
- 5 juillet - 31 juillet, Tour de France : l’Italien Gino Bartali s’impose devant Belge Félicien Vervaecke et le Français Victor Cosson.
  - Article détaillé : Tour de France 1938
- Le Belge Marcel Kint s’impose sur le Championnat du monde sur route de course en ligne.
- Marcel Laurent remporte son premier Bordeaux-Paris.

## Football
- 30 avril : Preston North End FC remporte la Coupe d’Angleterre en s’imposant en finale face à Huddersfield Town FC, 1-0.
- 30 avril : première retransmission de la finale de la FA Cup anglaise en intégralité et en direct sur la BBC. On estime à 10 000 le nombre des téléspectateurs, pour 93 497 spectateurs à Wembley.
- 8 mai : l’Olympique de Marseille remporte la coupe de France face au FC Metz, 2-1.
- FC Sochaux champion de France.
- Arsenal champion d’Angleterre.
- Celtic champions d’Écosse.
- East Fife remporte la Coupe d’Écosse face à Kilmarnock, 4-2.
- Inter Milan champion d’Italie.
- Hannover 96 champion d’Allemagne.
- L'Italie remporte la Coupe du monde de football.
  - Article détaillé : Coupe du monde de football 1938
  - Article détaillé : 1938 en football

## Football américain
- 11 décembre : Les Giants de New York champions de la National Football League. Article détaillé : Saison NFL 1938.

## Football canadien
- Coupe Grey : Argonauts de Toronto 30, Blue Bombers de Winnipeg 7.

## Golf
- Le Britannique Reg Whitcombe remporte le British Open.
- L’Américain Ralph Guldahl remporte l’US Open.
- L’Américain Paul Runyan remporte le tournoi de l’USPGA.
- L’Américain Henry Picard remporte le tournoi des Masters.

## Hockey sur glace
- Les Black Hawks de Chicago remportent la Coupe Stanley 1938.
- Coupe Magnus : les Français Volants de Paris sont champions de France.
- Le HC Davos est champion de Suisse.
- Le Canada remporte le championnat du monde.

## Joute nautique
- Jean Carmassi (dit l'avenir) remporte le Grand Prix de la Saint-Louis à Sète.

## Moto
- Bol d'or : le Français Tinoco gagne sur une Harley.

## Rugby à XIII
- 8 mai : à Toulouse, Roanne remporte la Coupe de France face à Villeneuve-sur-Lot 36-12.
- 15 mai : à Bordeaux, Albi remporte le Championnat de France face à Villeneuve-sur-Lot 8-3.

## Rugby à XV
- L’Écosse remporte le Tournoi.
- Perpignan est champion de France.
- Le Lancashire champion d’Angleterre des comtés.

## Tennis
- Tournoi de Roland-Garros :
  - L’Américain Donald Budge s’impose en simple hommes.
  - La Française Simonne Mathieu s’impose en simple femmes.
- Tournoi de Wimbledon :
  - L’Américain Donald Budge s’impose en simple hommes.
  - L’Américaine Helen Wills s’impose en simple femmes.
- championnat des États-Unis :
  - L’Américain Donald Budge s’impose en simple hommes.
  - L’Américaine Alice Marble s’impose en simple femmes.
- Donald Budge, premier joueur de tennis à remporter le Grand Chelem
- Coupe Davis : l'équipe des É.-U. bat celle d'Australie : 3 - 2.

## Naissances
- 22 février : Steve Barber, joueur américain des ligues majeures de baseball († 4 février 2007).
- 25 février : Herb Elliott, athlète australien.
- 7 mars : Janet Guthrie, pilote automobile américaine.
- 11 mars : Viktor Konovalenko, hockeyeur russe.
- 18 mars : Timo Mäkinen, pilote automobile (rallye) finlandais († 4 mai 2017).
- 20 avril : Betty Cuthbert, athlète australienne, championne olympique du 100 mètres, du 200 mètres et du Relais 4 × 100 mètres aux Jeux de Melbourne en 1956 et du 400 mètres aux Jeux de Tokyo en 1964 († 6 août 2017).
- 27 avril : Bob Foster, boxeur américain († 21 novembre 2015).
- 5 mai : Barbara Wagner, patineuse artistique canadienne.
- 10 mai : Manuel Sanchez, joueur de tennis espagnol.
- 19 mai : Igor Ter-Ovanessian, athlète soviétique, spécialiste du saut en longueur.
- 28 mai : Jerry West, basketteur américain.
- 20 juin : Derek Dougan, footballeur britannique originaire d'Irlande du Nord († 24 juin 2007).
- 28 juin : Orlando McFarlane, joueur cubain de baseball, ayant évolué en ligue majeure de baseball. († 18 juillet 2007).
- 18 juillet : Renzo Pasolini, pilote moto italien, vice-champion du monde 1972. († 20 mai 1973).
- 9 août : Rod Laver, joueur de tennis australien.
- 27 août : José Altafini, footballeur brésilien puis italien.
- 24 octobre : Fernand Goyvaerts, footballeur belge. († 5 avril 2004).
- 3 novembre : Frank McKinney, nageur américain, champion olympique du 4 × 100 m quatre nages aux Jeux de Rome en 1960. († 11 septembre 1992).
- 5 novembre : Radivoj Korać, basketteur yougoslave. († 2 juin 1969).
- 8 novembre : Tom Sanders, joueur et entraîneur professionnel américain de basket-ball.
- 10 novembre : Jannie Engelbrecht, joueur de rugby à XV d’Afrique du Sud.
- 18 novembre : Karl Schranz, skieur autrichien.
- 28 novembre : Ernie Ladd, lutteur et joueur américain de football U.S. († 10 mars 2007).
- 15 décembre : Bob Foster, boxeur américain († 21 novembre 2015).
- 17 décembre : Peter Snell, athlète néo-zélandais.

## Décès
- 4 mai : Jigorō Kanō, 77 ans, fondateur du Judo Kodokan. (° 28 octobre 1860).
- 10 mai : Peter McAlister, 68 ans, joueur de cricket australien. (° 11 juillet 1869).
- 11 mai : George Lyon, 79 ans, golfeur canadien, champion olympique aux Jeux de Saint-Louis (1904). (° 27 juillet 1858).
- 4 juin : John Flanagan, athlète américain
- 4 juillet : Suzanne Lenglen, 39 ans, joueuse de tennis française. (° 24 mai 1899).
- 14 août : Hugh Trumble, 71 ans, joueur de cricket australien, comptant 32 sélections en test cricket de 1890 à 1904. (° 12 mai 1867).